# هانترزویل (کارولینای شمالی)
هونترسویل (به انگلیسی: Huntersville) شهری در ایالت کارولینای شمالی کشور ایالات متحده آمریکا است که جمعیت آن در سرشماری سال ۲۰۱۰ میلادی، ۴۶٬۷۷۳ نفر بوده‌است.